# Mitropacup 1959
De Mitropacup 1959 was de 19e editie (inclusief de in 1958 gespeelde Donau Cup) van deze internationale beker en voorloper van de huidige Europacups.
De deelnemende clubs kwamen weer traditioneel uit Hongarije, Joegoslavië, Oostenrijk en Tsjechoslowakije.
Honvéd Boedapest werd winnaar van dit toernooi.
 Kwart finale 
| Winnaar            | Land                 | Uitslagen | Land                | Verliezer       |
| ------------------ | -------------------- | --------- | ------------------- | --------------- |
| Honvéd Boedapest   | Vlag van Hongarije   | 1-2 , 7-0 | Vlag van Oostenrijk | Wiener AC       |
| MTK Boedapest      | Vlag van Hongarije   | 5-0 , 2-4 | Vlag van Tsjechië   | Dynamo Praag    |
| Partizan Belgrado  | Vlag van Joegoslavië | 1-1 , 3-2 | Vlag van Tsjechië   | Baník Ostrava   |
| Vojvodina Novi Sad | Vlag van Joegoslavië | 1-0 , 3-3 | Vlag van Oostenrijk | First Vienna FC |

 Halve finale 
| Winnaar          | Land               | Uitslagen     | Land                 | Verliezer          |
| ---------------- | ------------------ | ------------- | -------------------- | ------------------ |
| Honvéd Boedapest | Vlag van Hongarije | 3-3 , 2-2 (k) | Vlag van Joegoslavië | Partizan Belgrado  |
| MTK Boedapest    | Vlag van Hongarije | 2-1 , 0-0     | Vlag van Joegoslavië | Vojvodina Novi Sad |

 Finale 
| WINNAAR          | Land               | Uitslagen | Land               | FINALIST      |
| ---------------- | ------------------ | --------- | ------------------ | ------------- |
| Honvéd Boedapest | Vlag van Hongarije | 4-3 , 2-2 | Vlag van Hongarije | MTK Boedapest |

1927 · 1928 · 1929 · 1930 · 1931 · 1932 · 1933 · 1934 · 1935 · 1936 · 1937 · 1938 · 1939 · 1940 · 1951 · 1955 · 1956 · 1957 · 1958 · 1959 · 1960 · 1961 · 1962 · 1963 · 1964 · 1965 · 1966 · 1967 · 1968 · 1969 · 1970 · 1971 · 1972 · 1973 · 1974 · 1975 · 1976 · 1977 · 1978 · 1980 · 1981 · 1982 · 1983 · 1984 · 1985 · 1986 · 1987 · 1988 · 1989 · 1990 · 1991 · 1992